# BBC Sessions (альбом Led Zeppelin)
BBC Sessions — альбом-компіляція деяких студійних та концертних записів британського рок-гурту Led Zeppelin, які було зібрано спеціально для BBC. Виданий 11 листопада 1997 року під лейблом Atlantic Records. Це був перший за 15 років реліз матеріалу Led Zeppelin, який ще не видавався. На першому диску зібрані композиції, записані у різні часи на студії BBC у 1969 році. Майже весь другий диск зібрано з пісень концерту в Paris Theatre 1 квітня 1971 року в Лондоні.
Численні бутлеґи цього запису багато років були в обороті після офіційного видання. Фанати з радістю прийняли альбом, як перший після The Song Remains the Same живий запис гурту. Інші критикували рішення видання лише деяких з пісень, записаних для BBC. Найважливішою частиною сесій є запис 1969 року, який включає пісню «Sunshine Woman», яка жодного разу не видавалася, та великі частини попурі «Whole Lotta Love» з 1971 року.

## Список композицій

### Диск 1
1. «You Shook Me» (Віллі Діксон, Дж. Б. Ленор) — 5:14
2. «I Can't Quit You Baby» (Віллі Діксон) — 4:22
3. «Communication Breakdown» (Джон Бонам, Джиммі Пейдж, Джон Пол Джонс) — 3:12
4. «Dazed and Confused» (Пейдж) — 6:39
5. «The Girl I Love She Got Long Black Wavy Hair» (Бонам, Сліпі Джон Естес, Джонс, Пейдж, Роберт Плант) — 3:00
6. «What Is and What Should Never Be» (Пейдж, Плант) — 4:20
7. «Communication Breakdown» (Бонам, Джонс, Пейдж) — 2:40
8. «Travelling Riverside Blues» (Роберт Джонсон, Пейдж, Плант) — 5:12
9. «Whole Lotta Love» (Бонам, Джонс, Пейдж, Плант) — 6:09
10. «Somethin' Else» (Едді Кокран, Шерон Шилі) — 2:06
11. «Communication Breakdown» (Бонам, Джонс, Пейдж) — 3:05
12. «I Can't Quit You Baby» (Віллі Діксон) — 6:21
13. «You Shook Me» (Віллі Діксон, Дж. Б. Ленор) — 10:19
14. «How Many More Times» (Бонам, Джонс, Пейдж) — 11:51

### Диск 2
1. «Immigrant Song» (Пейдж, Плант) — 3:20
2. «Heartbreaker» (Бонам, Джонс, Пейдж, Плант) — 5:16
3. «Since I've Been Loving You» (Джонс, Пейдж, Плант) — 6:56
4. «Black Dog» (Джонс, Пейдж, Плант) — 5:17
5. «Dazed and Confused» (Пейдж) — 18:36
6. «Stairway to Heaven» (Пейдж, Плант) — 8:49
7. «Going to California» (Пейдж, Плант) — 3:54
8. «That's the Way» (Пейдж, Плант) — 5:43
9. «Whole Lotta Love» (Бонам, Джонс, Пейдж, Плант) — 13:45
10. «Thank You» (Пейдж, Плант) — 6:37

## Запис

### Перша сесія
Top Gear Джона Піла
- Місце: Playhouse Theatre, Норзамберленд Авеню, Лондон
- Дата запису: 3 березня 1969 року (понеділок)
- Перший випуск на радіо: 23 березня 1969 року, неділя (у шоу разом з сесіями Free, The Moody Blues та Deep Purple)
- Треки: перший диск, 1—4
- Продюсер: Берні Ендрюс
- Інженер: Піт Райтзема
- Звукооператор: Боб Кондакт

### Друга сесія
Rhythm and Blues Алексіса Корнера (BBC World Service)
- Місце: Maida Vale Studio 4, Ділевейр Роуд, Лондон
- Дата запису: 19 березня 1969 року (середа)
- Перший випуск на радіо: 14 квітня 1969 року (понеділок)
- Треки: «I Can't Quit You Baby», «You Shook Me» та «Sunshine Woman». Дві перші композиції на BBC або видалили або загубили. Останній ніколи не видавався.
- Продюсер: Джеф Гріфін

### Третя сесія
«Tasty Pop Sundae» Кріса Ґранта (записувався для шоу Дейва Саймонда «Symonds On Sunday»)
- Місце: Aeolian Hall studio 2, Бонд Стріт, Лондон
- Дата запису: 16 червня 1969 року (понеділок)
- Перший випуск на радіо: 22 червня 1969 року (неділя)
- Треки: перший диск, 3,5 та 10. Також було записано прототип «What Is and What Should Never Be»
- Продюсер: Пол Вільямс

### Четверта сесія
Top Gear Джона Піла (подвійна сесія)
- Місце: Maida Vale studio 4, Ділевейр Роуд, Лондон
- Дата запису: 24 червня 1969 року (вівторок)
- Перший випуск на радіо: 29 червня 1969 року (неділя)
- Треки: перший диск, 6—9
- Продюсер: Джон Волтерс
- Інженер: Тоні Вілсон

### П'ята сесія
One Night Stand
- Місце: Playhouse Theatre, Норзамберленд Авеню, Лондон
- Дата запису: 27 червня 1969 року (п'ятниця)
- Перший випуск на радіо: 10 серпня 1969 року (неділя)
- Треки: перший диск, 11—14. Включала «Dazed and Confused» та «White Summer/Black Mountain Side»

### Шоста сесія
Концерт (ведучий Джон Піл)
- Місце: Paris Cinema, Лоуер Реґент Стріт, Лондон
- Дата запису: 1 квітня 1971 року (четвер)
- Перший випуск на радіо: 4 квітня 1971 року (неділя)
- Треки: другий диск, всі композиції. Включала «Communication Breakdown» та «What Is and What Should Never Be»
- Продюсер: Джеф Гріфін
- Інженер: Тоні Вілсон

## Список учасників

### Led Zeppelin
- Джиммі Пейдж — електрична та акустична гітара, зведення, продюсер
- Роберт Плант — вокал, губна гармоніка
- Джон Бонам — барабани та перкусія
- Джон Пол Джонс — бас-гітара, клавішні, мандоліна

### Технічний персонал
- Джон Естлі — зведення
- Кріс Волтер — фотографія
- Енді Ейрфікс — художній керівник, дизайн
- Луїс Рей — нотатки

## Продажі
| Контролер                                                 | Показник   | Продаж    |
| --------------------------------------------------------- | ---------- | --------- |
| RIAA [Архівовано 10 лютого 2009 у Wayback Machine.] (США) | Платиновий | 1 300 000 |